# Charles Tennyson Turner
Charles Tennyson Turner (1808–1879) – poeta angielski, syn George’a Claytona Tennysona, starszy brat Alfreda Tennysona i młodszy brat Fredericka Tennysona. Urodził się 4 lipca 1808 w wiosce Enderby in Lincolnshire, gdzie jego ojciec sprawował funkcję rektora. Uczył się w Louth Grammar School, a potem razem z Alfredem studiował w Trinity College w Cambridge. Dyplom uzyskał w 1832. Wybrał karierę duchownego. W 1835 został mianowany pastorem w Grasby. W 1836 poślubił Louisę Sellwood, młodszą siostrę bratowej, Emily Tennyson, żony Alfreda. Jako poeta debiutował razem z Alfredem wspólnym tomem Poems by Two Brothers, opublikowanym w 1827. Wydał też Sonnets and Fugitive Pieces, Sonnets (1864), Small Tableaux (1868), Sonnets, Lyrics, and Translations (1873) i Collected Sonnets, Old and New. Jest autorem 340 sonetów. Zmarł w Cheltenham 25 kwietnia 1879.